# Глотов, Степан Гаврилович
Степа́н Гаврилович Гло́тов (Яренск, около 1729 — 5 мая 1769) — российский мореплаватель, яренский мещанин, исследователь Камчатки, Аляски и Алеутских островов.

## Биография
В своё первое плавание вышел от берегов Камчатки в 1746 году на шитике «Иоанн» тотемского купца Фёдора Холодилова. Судно с компанейщиками, которые вели промысел морского зверя, зазимовало на острове Беринга, а весной следующего года направились на поиски Ближних Алеутских островов, однако безрезультатно.
В 1758—1762 годах вместе с казаком Нижнекамчатского острога Пономаревым отправился в экспедицию из Нижнекамчатска на боте «Святой Иулиан», принадлежавшем московскому купцу Ивану Никифорову, имея задание открывать новые острова и собирать ясак с их населения. Выйдя из реки Камчатка 2 сентября 1758 года, через 9 дней прибыл на Командорские острова. Проведя зиму на острове Медный, отправился на восток и первым пристал к тогда ещё неизвестному острову Умнак, где провёл три зимы и откуда затем доставил значительное количество лисьего меха, первым привезя в Россию меха чёрных лисиц. В период 1759—1762 годов им были открыты ещё несколько островов из группы Лисьих (в частности, острова Унимак и Уналашка), а находившиеся с ним в экспедиции казак Пономарёв и купец Пётр Шишкин составили подробную карту Алеутских островов. Экспедиция вернулась на Камчатку 31 августа 1762 года. В своем рапорте Глотов перечислил 29 островов и описал их фауну.
1 октября 1762 года Глотов отправился в очередную экспедицию от берегов Камчатки к Алеутским островам и северо-западному побережью Северной Америки — на судне купца Лапина «Адриан и Наталия» с экипажем из 38 русских и 8 камчадалов. Зиму он провёл на острове Медном, возобновил плавание 26 июля 1763 года, открыл в итоге несколько новых островов, в том числе 5 сентября 1763 года остров Кадьяк, которому он дал имя. В 1764 году Глотов руководил подавлением восстания алеутов Лисьих островов. Этнограф и миссионер Иван Евсеевич Попов-Вениаминов, опираясь на рассказы очевидцев событий, писал о Глотове: «Он, сколько под предлогом отомщения за смерть соотечественников своих, столько и за непокорность, истребил почти без остатка все селения, бывшие на южной стороне Умнак, и жителей островов Самальи и Четырёхсопочных».
По итогам экспедиции Глотов собрал ряд ценных этнографических сведений об алеутах.
В составе экспедиции Креницына и Левашова в октябре 1768 года Глотов участвовал в описании почти 200 км северного берега полуострова Аляска, где обнаружил «великую бухту» (ныне залив Порт-Моллер).
Умер от цинги во время зимовки на острове Унимак.

## Память
В честь Глотова названа гора на острове Кадьяк (57°33′ с. ш., 153°07′ з. д., название присвоено в 1963 году Кадьякским и Аляскинским историческим обществом), переулок в селе Яренск.